# Jan Walenty Wieczorek

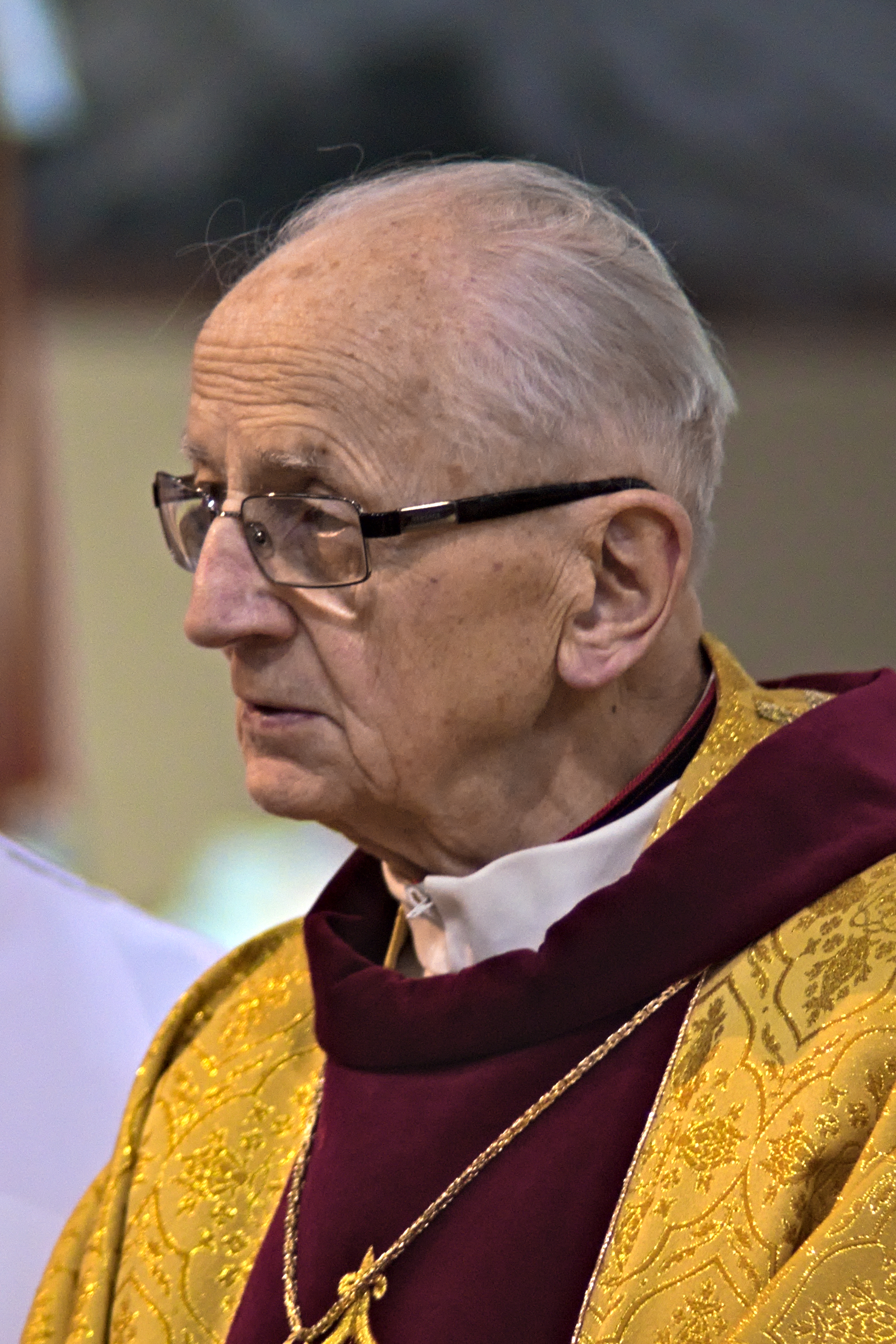
Jan Wieczorek (2020)

Jan Walenty Wieczorek (* 8. Februar 1935 in Botzanowitz; † 13. September 2023 in Nowy Wiśnicz) war ein polnischer Geistlicher und römisch-katholischer Bischof von Gliwice.

## Leben
Jan Walenty Wieczorek besuchte die Grundschule in Botzanowitz sowie von 1949 bis 1951 das Gymnasium in Gliwice und von 1951 bis 1953 das dortige Kleine Seminar. Nachdem er dort 1953 das Abitur erlangt hatte, studierte er Philosophie und Katholische Theologie am Priesterseminar des Bistums Oppeln in Nysa. Der Weihbischof in Sandomierz und Apostolische Administrator von Oppeln, Franciszek Jop, spendete ihm am 22. Juni 1958 in der Kathedrale zum Heiligen Kreuz in Oppeln das Sakrament der Priesterweihe für das Bistum Oppeln. Nach weiterführenden Studien erwarb er 1961 an der Katholischen Universität Lublin ein Lizenziat im Fach Kanonisches Recht.
Von 1961 bis 1964 war Wieczorek als Pfarrvikar in der Pfarrei Unsere Liebe Frau von der Immerwährenden Hilfe in Nowa Wieś Królewska tätig, bevor er persönlicher Sekretär des Weihbischofs in Oppeln, Henryk Grzondziel, wurde. Ab 1969 war er Pfarradministrator und ab 1970 schließlich Pfarrer der Pfarrei Heilige Dreifaltigkeit in Bogacica. Daneben lehrte Wieczorek bereits ab 1961 Kanonisches Recht am Priesterseminar in Nysa und wirkte als Ehebandverteidiger am Oppelner Kirchengericht.
Papst Johannes Paul II. ernannte ihn am 12. Juni 1981 zum Titularbischof von Thimida Regia und zum Weihbischof in Oppeln. Die Bischofsweihe spendete ihm der Bischof von Oppeln, Alfons Nossol, am 16. August desselben Jahres in der Wallfahrtskirche auf dem St. Annaberg; Mitkonsekratoren waren Stefan Bareła, Bischof von Częstochowa, und Józef Benedykt Kurpas, Weihbischof in Kattowitz. Als Wahlspruch wählte Wieczorek Servire Populo („Dem Volk dienen“). Er fungierte zudem als Generalvikar des Bistums Oppeln. In der Diözesankurie umfasste sein Zuständigkeitsbereich ferner Ehesachen, Finanzen, Kirchenbauten und die Visitation der Pfarreien sowie die Organisation von Wallfahrten und Prozessionen. Darüber hinaus war er für die Seelsorgsregion Gliwice verantwortlich und gehörte dem Konsultorenkollegium und dem Diözesanpastoralrat an.
Am 25. März 1992 bestellte ihn Johannes Paul II. zum ersten Bischof des mit gleichem Datum errichteten Bistums Gliwice. Die Amtseinführung erfolgte am 23. Mai desselben Jahres. Auf seine Initiative hin wurde 1994 das Priesterseminar des Bistums errichtet. Außerdem erhob er die Kirchen in Lubecko und in Rudy zu Diözesanheiligtümern. 2011 erhielt Wieczorek die Ehrenbürgerwürde der Stadt Gliwice.
In der Polnischen Bischofskonferenz fungierte Wieczorek zudem als stellvertretender Vorsitzender der Kommission für den Kirchenbau. Darüber hinaus gehörte er der Rechnungsprüfungskommission sowie dem Rat für die Kultur und den Schutz der Kulturgüter der Kirche an.
Papst Benedikt XVI. nahm am 29. Dezember 2011 sein altersbedingtes Rücktrittsgesuch an. Wieczorek starb im September 2023 in einem Haus für Ruhestandsgeistliche in Nowy Wiśnicz und wurde in der Krypta der Kathedrale St. Peter und Paul in Gliwice beigesetzt.

## Schriften
- Jan Wieczorek, Kazimierz Wolsza: Servite Domino in laetitia: wybór nauczania pasterskiego. Księga wydana z okazji 25. rocznicy sakry biskupiej. Wydawnictwo i Drukarnia Świętego Krzyża, Oppeln 2006, ISBN 978-83-7342-105-9.
- Euntes docete omnes gentes. Słowo na niedzielę Biskupa Gliwickiego. Wydawnictwo i Drukarnia Świętego Krzyża, Oppeln 2008, ISBN 978-83-7342-160-8.